# Richard Mohun
Richard Mohun (Washington, 1865 – Maryland, 13 luglio 1915) è stato un diplomatico ed esploratore statunitense.

Lavorò per il governo degli Stati Uniti come agente commerciale in Angola e nello Stato Libero del Congo. Durante questo periodo, si arruolò volontario al comando di un'unità dell'Artiglieria belga durante una campagna volta a combattere gli schiavisti nell'est del Paese. Rimase al servizio del governo degli Stati Uniti durante tutti questo periodo e fu successivamente nominato Console a Zanzibar. In questa veste, fu chiamato a fungere da intermediario tra gli schieramenti combattenti nella Guerra anglo-zanzibariana. Dopo la conclusione del suo distacco di tre anni, Mohun tornò in Congo per la ricerca di minerali e, in seguito, lavorò con le autorità belghe.
La sua impresa più ambiziosa fu una spedizione di tre anni, a partire dal 1898, per creare una linea telegrafica dal lago Tanganica a Boyoma. Trascorse anche un soggiorno in Sudafrica prima di tornare in Congo per riformare l'Anglo-Belgian India Rubber Company per conto di Leopoldo II del Belgio. Mohun affermò di essere il primo americano ad aver attraversato il continente africano, un primato attribuito di solito a Henry Morton Stanley.